# المركز الأوروبي لأبحاث وتكنولوجيا الفضاء

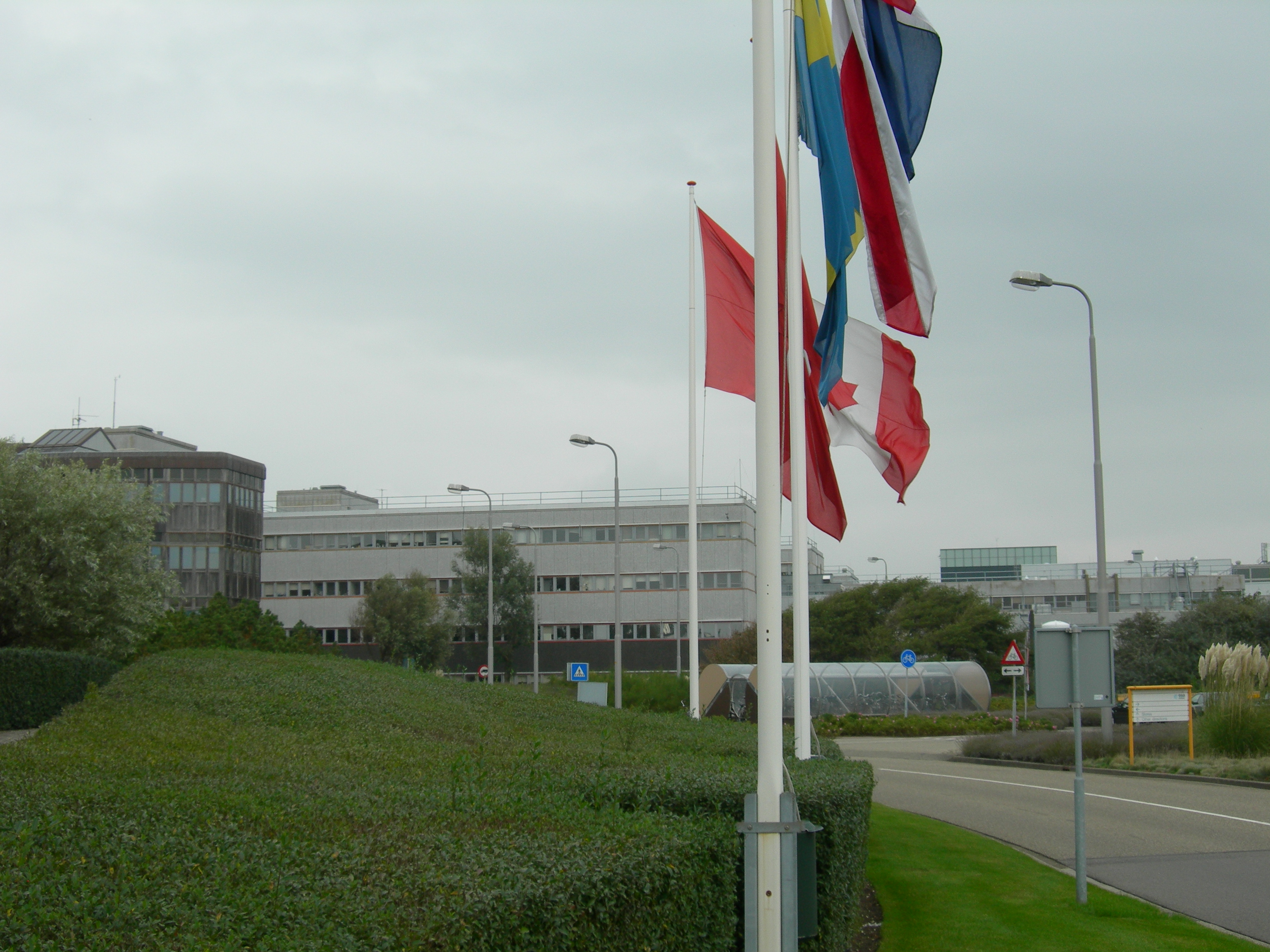
مقر المركز الأوروبي لأبحاث وتكنولوجيا الفضاء

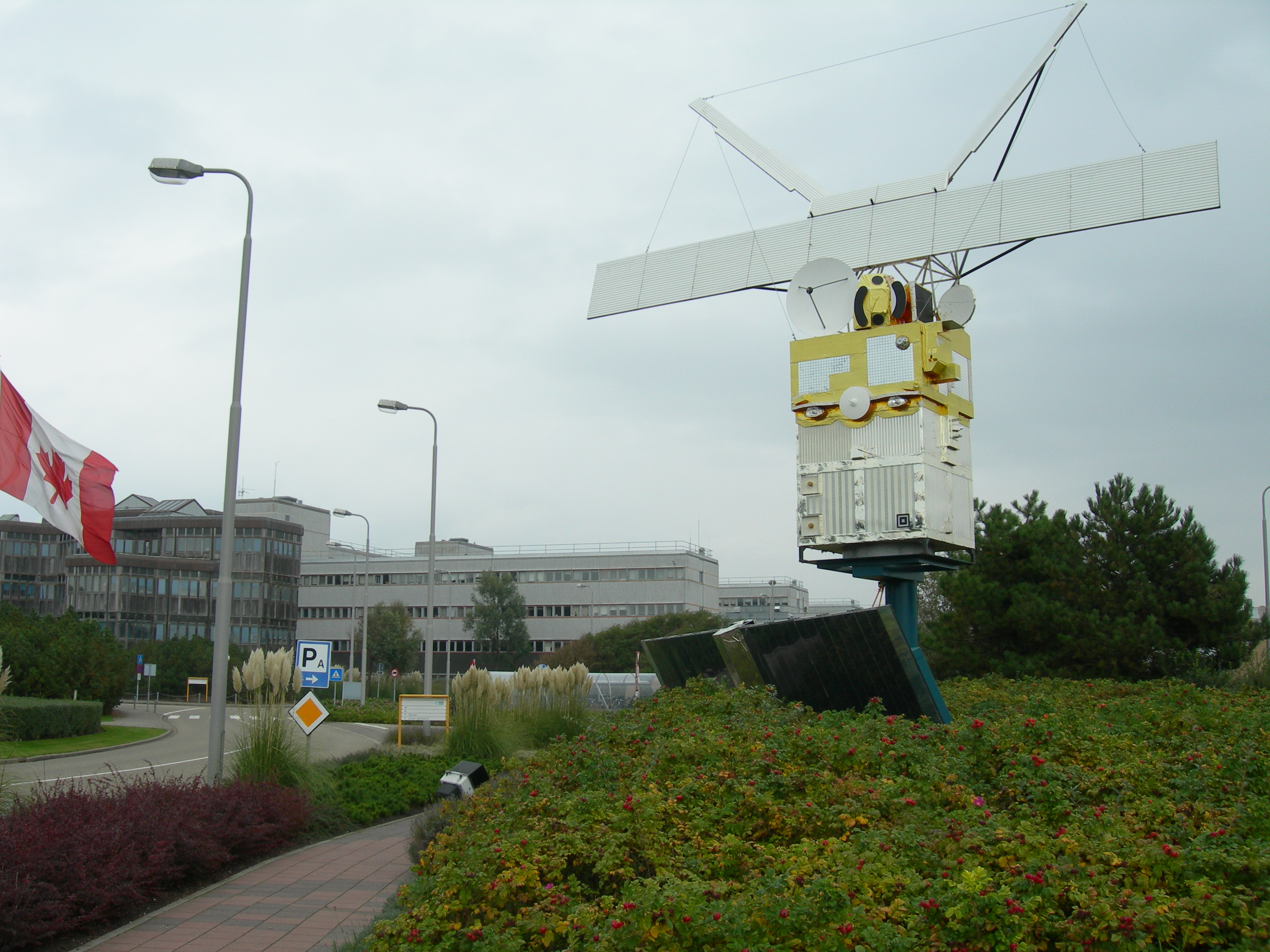

المركز الأوروبي لأبحاث وتكنولوجيا الفضاء (ايستيك)
(بالإنجليزية: European Space Research and Technology Centre (ESTEC)‏ هو إحدى الوكالات الفرعية التابعة لوكالة الفضاء الأوروبية الرئيسية وهو المسؤول عن تصميم البرامج الفضائية وتطوير التكنولوجيا المتعلقة بالبعثات الفضائية ومركز لاختبار المركبات الفضائية وتكنولوجيا الفضاء. وهو يقع في نوردويك، في غرب هولندا.
يضم الايستك، حوالى 2500 مهندس وفني وعالم تتضافر جهودهم على تصميم البعثات، والمركبات الفضائية وتكنولوجيا الفضاء. كما يوفر الايستك مرافق اختبار واسعة النطاق للتحقق من التشغيل السليم للمركبات الفضائية، مثل نموذج محاكاة الفضاء (LLS)، وأجهزة اختبار صوتية وكهرومغناطيسية وطاولات اهتزاز متعددة المحاور، يتم اختبار أي شيء قبل إطلاقه من قبل وكالة الفضاء الأوروبية ESA داخل الايستيك.
كما تحوي على قسم خاص للزوار يستطيعون مشاهدة معرض دائم حول استكشاف الفضاء.

## نشاطاته
- تقييم مستقبل البعثات
- دعم المشاريع الحالية
- مركز اختبار
- التشغيل

## معرض الفضاء

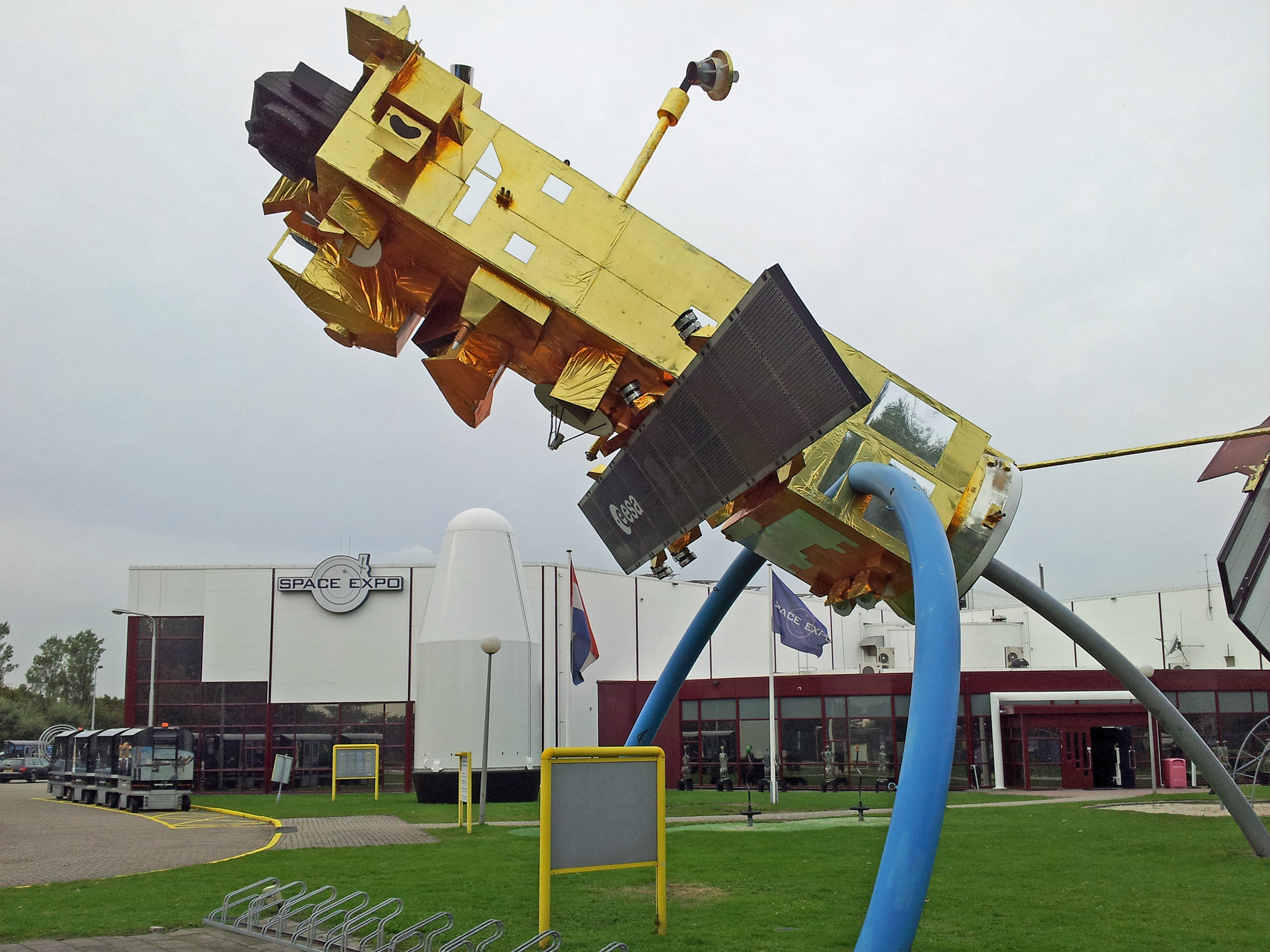
معرض الفضاء عام 2013

معرض لأستكشاف الفضاء يقام في مجمع ESTEC في نوردفيك  حيث افتتح عام 1990 من قبل الملكة بياتريس ملكة هولندا والأمير فريسو أورانج-ناسو،  المعرض يستقبل أكثر من 70000 زائر سنويا.